# Сади, Дахиру
Дахиру Сади (англ. Dahiru Sadi; 10 декабря 1963) — нигерийский футболист, полузащитник. Участник летних Олимпийских игр 1988 года. Президент Ассоциации профессиональных футболистов Нигерии (англ. Association of Professional Footballers of Nigeria, APFON).

## Биография
Дахиру Сади родился 10 декабря 1963 года.

### Клубная карьера
В 1988 году выступал в клубе чемпионата Нигерии — «Рэнчерс Бис». Также являлся капитаном команды «Абиола Бейбз». Играл в Бельгии вместе с Ндубуиси Окосиеме за клуб второго дивизиона «Экло».

### Карьера в сборной
В 1983 году участвовал в молодёжном чемпионате мира, который проходил в Мексике. Нигерия тогда не смогла выйти из группы.
В составе национальной сборной Нигерии выступал с 1985 года по 1989 год, проведя в её составе 4 игры.
В сентябре 1988 года главный тренер олимпийской сборной Нигерии Манфред Хонер вызвал Дахиру на летние Олимпийские игры в Сеуле. В команде он получил 6 номер. В своей группе нигерийцы заняли последнее четвёртое место, уступив Югославии, Австралии и Бразилии. Сади сыграл во всех трёх играх на турнире.